# Microcosmos
Microcosmos (originele titel: Microcosmos: Le peuple de l'herbe) is een Franse natuurfilm uit 1996. De film behandelt het leven van ongewervelden in Frankrijk, Italië en Zwitserland. De dieren werden met speciaal vervaardigde apparatuur gefilmd door de biologen Claude Nuridsany en Marie Pérennou.

## Samenvatting
In Microcosmos staan het gedrag en levenswijze van algemeen voorkomende ongewervelden centraal. Allerlei dagelijkse bezigheden worden gedetailleerd weergegeven: lieveheersbeestjes passeren elkaar op een grasspriet, mieren drinken als runderen rond een poeltje, een waterspin bouwt met luchtbellen een duikersklok, vliegende herten strijden om een vrouwtje, een mestkever rolt zijn mestbal en dennenprocessierupsen vormen een lange colonne.
De filmbeelden worden nauwelijks van commentaar voorzien, maar worden vooral begeleid door muziek en geluidseffecten. De makers wilden een indrukwekkende beschouwing van de wonderlijke wereld van de kleine organismen scheppen en meenden dat wetenschappelijke verhandelingen hier afbreuk aan zouden doen. Hiermee onderscheidt Microcosmos zich van de meeste andere natuurdocumentaires.

### Enkele diersoorten in de film
- zevenstippelig lieveheersbeestje (Coccinella septempunctata)
- vliegend hert (Lucanus cervus)
- mestkever (Scarabee sp.)
- schaatsenrijder (Gerridae sp.)
- bootsmannetje (notonectidae sp.)
- Empusa pennata
- grote schubmieren (Formica sp.)
- oogstmier (Messor barbarus)
- honingbij (Apis mellifera)
- veldwesp (Polistes sp.)
- gewone wolzwever (Bombylius major)
- langpootmug (Tipula sp.)
- koninginnenpage (Papilio machaon)
- hermelijnvlinder (Cerura vinula)
- Jasiusvlinder (Charaxes jasius)
- wapendrager (Phalera bucephala)
- grote nachtpauwoog (Saturnia pyri)
- dennenprocessierups (Thaumetopoea pityocampa)
- wespspin (Argiope bruennichi)
- waterspin (Argyroneta aquatica)
- wijngaardslak (Helix pomatia)
- marmersalamander (Triturus marmoratus)
- boomkikker (Hyla sp.)
- fazant (Phasianus colchicus)

## Productie
Voor het maken van Microcosmos werden geavanceerde camera's gebruikt die de kleine ongewervelde dieren konden filmen alsof het karakters in een speelfilm waren. Middels kraanarmen werden gedetailleerde volgshots gemaakt van dieren in hun natuurlijke habitat. Ruim driekwart van de film werd in een studio in een klein dorp in Aveyron gefilmd. Speciaal voor dit doel werd een 300 kilogram zware 35mm-camera vervaardigd; een proces dat twee jaar in beslag nam. De camera werd aan een betonnen plafond bevestigd en kon op afstand worden bestuurd, zodat trillingen tot een minimum beperkt konden blijven.
Het filmen nam in totaal drie jaar in beslag en de montage zes maanden. De Franse componist Bruno Coulais maakte de muziek voor de film. In de muziek werden geluidsfragmenten van insecten gemixt die voor dit doel in de natuur waren opgenomen. In tegenstelling tot veel andere natuurdocumentaires wordt er vrijwel niet gesproken in de film, alleen enkele zinnen van Nuridsany leiden de film in.

## Ontvangst
De Amerikaans filmrecensent Roger Ebert gaf Microcosmos vier van de vier sterren. Hij noemde het "een geweldige film die ons een gedetailleerd kijkje in de insectenwereld biedt en ons schepselen laat verwonderen die we normaal gesproken liever plat stampen".

### Césars
Microcosmos ontving acht nominaties voor een César, de nationale filmprijs van Frankrijk. Hiervan werden er vijf gewonnen.
| Onderdeel            | Genomineerden                                                      | Resultaat   |
| -------------------- | ------------------------------------------------------------------ | ----------- |
| Beste Film           |                                                                    | Genomineerd |
| Beste Debuut         | Claude Nuridsany en Marie Pérennou                                 | Genomineerd |
| Beste Cinematografie | Thierry Machado, Claude Nuridsany, Marie Pérennou en Hugues Ryffel | Gewonnen    |
| Beste Montage        | Florence Ricard en Marie-Josèphe Yoyotte                           | Gewonnen    |
| Beste Muziek         | Bruno Coulais                                                      | Gewonnen    |
| Beste Producent      | Jacques Perrin                                                     | Gewonnen    |
| Beste Geluid         | Philippe Barbeau en Bernard Leroux                                 | Gewonnen    |
| Beste Geluid         | Laurent Quaglio                                                    | Genomineerd |

### Overige prijzen
Op het Cannes Film Festival van 1996 ontving de film de Grand Prix de la Commission Supérieure Technique. Ook de publieksprijs van het Internationaal filmfestival van Locarno werd aan Microcosmos toegekend. De soundtrack van Bruno Coulais ontving de Georges Delerue Award.